# Канонерские лодки типа «Бурят»
Канонерские лодки типа «Бурят» — речные корабли российского, а впоследствии советского военно-морского флота, служившие в Амурской военной флотилии.

## История

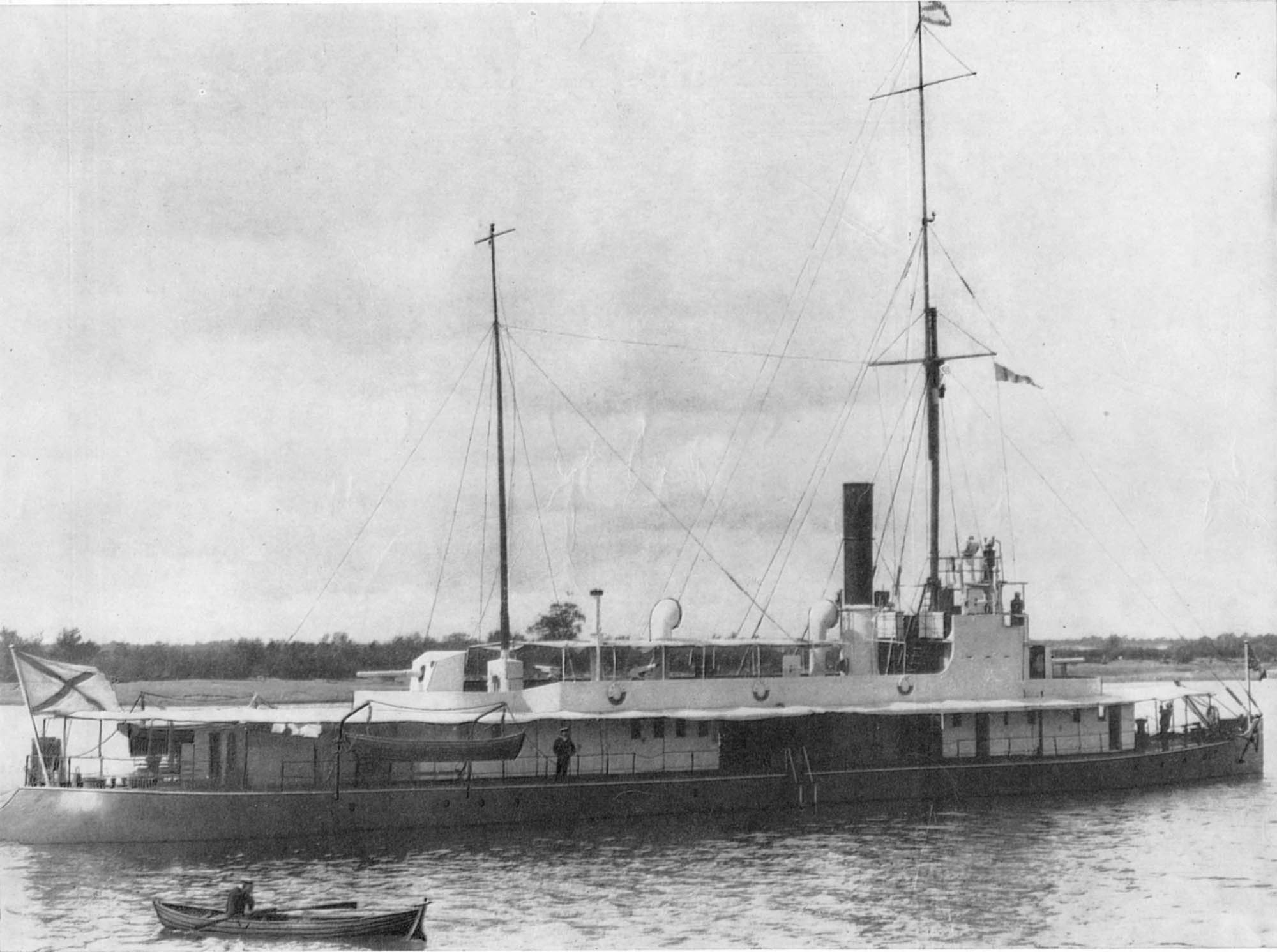
Канонерская лодка Бурят. 1914 год

В 1901 году наместник на Дальнем Востоке поставил вопрос о постройке для Амура нескольких канонерских лодок (канлодок) разных типов. По его ходатайству заложены 4 мореходных канлодки типа «Гиляк» для защиты устья Амура и 10 канлодок с малой осадкой для Амура и его притоков — 3 типа «Бурят» («Бурят», «Монгол» и «Орочанин») и 7 типа «Вогул».
Исходя из опыта русско-японской войны, в августе 1905 года Морское министерство выдвинуло требования об усилении бронирования и артиллерийского вооружения строившихся канлодок. Канлодки были уже в большой степени готовности и по первоначальному проекту пришлось достроить 3 канлодки типа «Бурят». Канлодки типа «Бурят» считали довольно мощными артиллерийскими кораблями, способными плавать в сложных условиях Амура и Уссури. Один из основных их недостатков — морально устаревшие и тяжелые котлы газотрубного типа.

## Характеристики
Водоизмещение — 193 т порожнем, 288 т с топливом и водой;
Двигатели — 2 вертикальные паровые машины тройного расширения суммарной мощностью по контракту 480 индикаторных лошадинных сил. На приемных испытаниях паровые машины развили от 250 до 270 индикаторных лошадинных сил. Также в энергетической установке 2 локомотивных газотрубных котла и 1 паровая динамо-машина. Все главные, вспомогательные механизмы и паровые котлы изготовления Сормовского завода;
Проектируемая наибольшая скорость — 11,5 узла. На приемных испытаниях канлодки показали: «Орочанин» — 11,04; «Монгол» —  11,09; «Бурят» — 11,28 узлов. Экономическая скорость — 8 узлов;
Нормальный запас топлива — 36 т нефти. При усиленном запасе дополнительно загружали 45,9 тонн угля;
Дальность плавания — 1100 миль при скорости 10 узлов;
Бронирование: подъёмники боеприпасов, рубка и щиты вооружения — 12 мм, 
Экипаж 66 человек;
Артиллерийское вооружение: 2 75-мм пушки Канэ с длиной ствола 50 калибров (дальность стрельбы 48 кабельтов (8,89 км), скорострельность 8 выстрелов в минуту, боезапас 318 унитарных выстрелов); с 1939 года — 2 76-мм пушки образца 1902/30 годов на тумбовых установках ТУС-37 завода Арсенал;
Вспомогательное вооружение: 4 7,62-мм пулемета Максима, 2 47-мм пушки Гочкиса, 2 63,5-мм десантные пушки Барановского и на корабельных лафетах; к 1914 году — 10 7,62-мм пулемётов Максима;
Радиотелеграфная станция мощностью 1,5 кВт («Telefunken»); 1 прожектор диаметром 60 см.

## Служба
Все три канонерские лодки с сентября 1914 по 1918 год были в Хабаровском порту на долговременном хранении и 6 декабря 1917 года перешли к Советской власти.
«Бурят» летом 1918 года был в боях на реке Иман. В июне 1918 года орудия и пулеметы с «Монгола» были сняты и установлены на бронепоезд.  «Орочанин» в конце сентября 1918 года, отбиваясь от японцев, дошел по реке Зее до железнодорожного моста перед городом Свободный. На судне перевозили золото. Об этом стало известно японцам, и они решили завладеть драгоценным запасом. Интервенты захватили мост и напали на красноармейцев, когда те остановились на ночлег. От орудийного огня «Орочанин» получил повреждения: отказал двигатель, лодка не слушалась руля. Продрейфовав до Великокнязевки, канонерка вошла в протоку, где была взорвана экипажем, который впоследствии ушёл с партизанами. После войны судно не восстанавливалось и разобрано на металлолом на месте в 1923 году.
«Бурят» и «Монгол» 7 сентября 1918 года были захвачены в Хабаровске японцами и осенью 1920 года уведены на Сахалин. 5 мая 1925 года канлодки возвращены СССР. С сентября 1926 года они вошли в Амурскую военную флотилию Морских сил Дальнего Востока РСФСР. В 1929 году во время советско-китайского конфликта на КВЖД участвовали в боях в районах Лахасусу и Фугдина. С 27 июня 1931 года в Амурской Краснознаменной флотилии.
В 1932 году канонерской лодке «Бурят» сделали капитальный ремонт корпуса и механизмов. «Монголу» сделали такой же капитальный ремонт в 1937 году. Зимой 1938—1939 годов канонерки перевооружили — установили по 2 76-мм пушки образца 1902/30 годов на тумбовых установках ТУС-37 завода Арсенал. В 1944—1945 годах вооружение каждой канонерской лодки дополнили 2 37-мм зенитными автоматическими пушками 70-К и 7 12,7-мм крупнокалиберными пулеметами ДШК. В августе 1945 года «Монгол» был у Нижнепасского на Амуре недалеко от Хабаровска и в боях не участвовал, а «Бурят» был в капитальном ремонте. Обе сданы на слом в 1958 году.